# Síndrome mieloproliferativo crónico
El síndrome mieloproliferativo crónico es un conjunto heterogéneo de neoplasias hematológicas que tienen como característica común la proliferación descontrolada de los precursores medulares de alguna de las células sanguíneas animales, incluyendo los humanos. Por lo común, afectan la maduración de dichos precursores en fases avanzadas de la diferenciación, como dato diferencial con respecto a los síndromes mieloproliferativos agudos. El concepto de enfermedad mieloproliferativa fue propuesto por primera vez en 1951, por el hematólogo William Dameshek.

## Epidemiología
La incidencia de policitemia vera es de aproximadamente 0.02-2.8 por cada 100,000 habitantes cada año, siendo Japón el país con la menor incidencia. La trombocitemia esencial tiene una incidencia mayor, cercana a 0.1-1.5 por cada 100,000 habitantes cada año. La mielofibrosis, por su parte, tiene una incidencia internacional de aproximadamente 0.4-0.9 por cada 100,000 habitantes cada año. La mortalidad y morbilidad exactas no son conocidas.
La leucemia mieloide crónica tiende a afectar a todas las razas por igual. La incidencia de policitemia vera, trombocitemia esencial y mielofibrosis es 10 veces mayor entre judíos askenazíes del norte de Israel que personas de descendencia de la región arábica. La relación hombre y mujer es de aproximadamente 1:1.4. La mayoría de los casos clínicos se encuentran en pacientes entre las edades de 40-60 años. Las enfermedades mieloproliferativas no son comunes en personas menores de 20 años y son muy raras en la infancia.

## Clasificación
Los síndromes o enfermedades mieloproliferativos no son neoplasias malignas, sino son clasificados dentro de las neoplasias hematológicas. Las enfermedades descritas son:
1. Leucemia mieloide crónica.
2. Leucemia granulocítica crónica.
3. Policitemia vera.
4. Mielofibrosis con metaplasia mieloide.
5. Trombocitosis esencial.

La agrupación de estos procesos hematológicos se debe a que en todos la fisiopatología depende del trastorno en el crecimiento clonal expansivo de una célula progenitora hematopoyética denominada pluripontencial, cuyo resultado es la sobreproducción de uno o de varios de los elementos celulares circulantes en el torrente sanguíneo.
La leucemia mieloide crónica se caracteriza, a diferencia de los demás trastornos mieloproliferativos, por asociarse con un intercambio por translocación en el material genético entre el cromosoma 9 y el cromosoma 22 o t(9:22), lo cual produce el denominado cromosoma Filadelfia y expresa una proteína única denominada bcr-abl. Basado en ello, el síndrome mieloproliferativo crónico puede ser categorizado según la presencia o no del cromosoma Filadelfia:
| Cromosoma Filadelfia "positiva"   | Cromosoma Filadelfia "negativa"                                            |
| --------------------------------- | -------------------------------------------------------------------------- |
| - Leucemia mieloide crónica (LMC) | - Policitemia vera (PV) - Trombocitosis esencial (TE) - Mielofibrosis (MF) |

Las enfermedades mieloproliferativas están relacionadas con, y pueden evolucionar en síndromes mielodisplásicos y leucemia mieloide aguda, sin embargo las enfermedades mieloproliferativas tienen, por lo general, un mejor pronóstico que estas condiciones. Aunque muy infrecuente, se han reportado casos de coexistencia de un síndrome linfoproliferativo crónico con uno mieloproliferativo crónico.
La Organización Mundial de la Salud ha ampliado la lista de trastornos mieloproliferativos crónicos, incluyendo entidades muy infrecuentes como leucemias crónicas neutrofílica y eosinofílica, el síndrome de hipereosinofilia, las leucemias mielomonocítica juvenil y mieloide crónica atípica —en las que no hay t(9;22)— y la leucemia mielomonocítica crónica. Se agregó también el término «crónica» a la mielofibrosis idiopática para diferenciarla del síndrome de panmielosis aguda con mielofibrosis, una forma rara de leucemia aguda.

## Etiología
Todas las enfermedades mieloproliferativas crónicas aparecen de precursores del linaje mieloide (o sea, de precursores eritroides, megacariocíticos, o granulocíticos). Los progenitores de la serie linfoide originan linfocitos B y T, pero esta línea no causa enfermedades mieloproliferativas. La línea linfoide puede producir enfermedades similares, como los linfomas, ciertas leucemias y mieloma múltiple.
Con el descubrimiento de la mutación JAK2 V617F en 2005, salió a luz nueva evidencia que sugiere una patogénesis común para las enfermedades mieloproliferativas negativas para el cromosoma Filadelfia. Esta mutación codifica a enzimas tirosina quinasas que producen activación y crecimiento celular independiente de los factores de crecimiento celulares de rutina. Es el mecanismo patogénico de la policitemia vera y la trombocitosis esencial. La mutación del gen JAK2, situado en el cromosoma 9, ocurre por sustitución de una valina por una fenilalanina en el codón 617. En la policitemia vera se ha descubierto un mecanismo anti-apoptosis por una proteína Bcl-XI de la familia de las bcl-2, la cual se encuentra expresada de manera descontrolada e independiente de la regulación de otros factores de crecimiento.
En la leucemia mieloide crónica la translocación genética de los cromosomas 9 con 22 da lugar a una tirosincinasa que ejerce una importante acción en los mecanismos de adhesión, apoptosis y proliferación de las células mieloides afectadas.

## Patología
Basado en estudios citogenéticos y moleculares, se ha establecido que las enfermedades mieloproliferativas tienen un origen clonal que producen como consecuencia alteraciones en la codificación de varias tirocincinasas. Ello produce una aumentada sensibilidad a la eritropoyetina y a la producción clonal descontrolada de la línea celular afectada.

## Diagnóstico
El diagnóstico de las enfermedades mieloproliferativas debe ser individualizado y asociado a estudios paraclínicos, como la evaluación microscópica de un frote sanguíneo. La reacción en cadena de la polimerasa o PCR puede ser capaz de detectar un rearreglo del gen bcr-abl, lo que ayuda a distinguir a una leucemia mielocítica de otras enfermedades mieloproliferativas. Otros valores de ayuda diagnóstica incluyen el conteo de glóbulos rojos, glóbulos blancos, niveles sanguíneos de ácido úrico y estudios de radiología.
En algunos casos se estudia un aspirado de médula ósea y otras biopsias en las que se observan hipercelularidad de la línea afectada. La fibrosis de la médula ósea se detecta en algunos pacientes con leucemia mieloide crónica y policitemia vera. Los estudios citogenéticos pueden detectar la presencia o ausencia del cromosoma Filadelfia.